# 코스닥
코스닥(영어: Korea Securities Dealers Automated Quotation, KOSDAQ)은 1996년 설립된 대한민국의 주식 시장이다. 첨단 기술주 중심인 나스닥(NASDAQ) 시장을 본떠 만든 것(벤치마크)으로, 유가증권 시장과는 규제 조치가 별개로 이루어지는 시장이다.

## 역사
코스닥은 1996년 7월 1일 증권업협회와 증권사들이 설립한 (주)코스닥증권시장에 의하여 개설되었다. 코스닥을 만든 것은 중소기업 및 벤처기업들이 증시에서 사업자금을 보다 원활히 조달할 수 있도록 하게 하기 위함이었다. 중소기업이나 신생 벤처기업에겐 유가증권시장의 문턱이 너무 높고 기업공개(IPO) 과정에서 탈락할 소지가 많다는 이유로 이들 기업만을 위한 시장을 하나 더 만들어, 증시에서 자금 조달할 수 있는 길을 열어준 것이다.
출범 초반 코스닥 시장은 투자자들의 신뢰를 얻지 못하여 1년간 거래량이 증권거래소의 1~2일분에 불과했다. 여기에 1997년 외환위기가 터지면서 코스닥 시장은 더욱 침체에 빠져들며, 1998년 10월 코스닥 지수는 60.7을 기록했다.
코스닥 시장이 활황세를 보인 것은 1999년 IT 벤처 붐과 함께였다. 그 당시 코스닥 시장의 대표적인 종목인 새롬기술 주가는 1999년 8월 2,575원에서 2000년 2월 308,000원까지 120배 가까이 올랐다. 다음은 1999년 11월 11,200원에서 406,500원까지 단지 2개월 만에 36배 넘게 올랐다. 이러한 거품은 2000년 들어 꺼지게 되지만, 많은 투자자들이 코스닥에 유입되는 계기가 되었다.
1999년 12월에는 세종하이테크 주가조작 사건이 터지고 2000년에는 한국디지탈라인이 부도처리되면서 코스닥 시장에 대한 신뢰가 떨어졌다. 그러던 중 2000년 4월 미국 나스닥의 첨단기술주의 거품 붕괴에 영향을 받아 코스닥 지수는 폭락했고, 코스닥 시장은 또다시 침체에 빠져들게 되었다.
같은 해 정부가 벤처기업 활성화 대책을 내놓으며 코스닥은 700선까지 상승하지만 곧 그 거품도 꺼지고 말았다. 또한 NHN, LG텔레콤, 아시아나항공 등 대형 우량 기업들이 증권거래소로 이동하면서 코스닥 시장은 규모가 많이 축소되고 말았다.
이러한 기복을 겪어온 코스닥은 출범 초기와 비교할 때 규모 면에서 많이 성장했다. 1996년 시가총액 8조6000억 원으로 출발한 코스닥은 2013년 기준으로 123조 원이 넘는 규모로 성장했으며, 상장기업 수는 343개에서 986개로 늘었다.

## 상장
2005년까지 코스닥 시장에서 거래되는 기업들에 대해 협회등록법인이라는 명칭을 썼지만 2005년 1월 26일부터 정식 명칭이 코스닥상장법인으로 변경되었다.
코스닥에 상장하기 위해서는 일정 금액 이상의 자기자본 유지, 순이익 실현 등의 일반적인 요건이 필요하며, 심사위원회를 통해 기업의 시장성, 수익성, 재무 상태등의 질적인 요건을 검토한 후 상장 여부를 결정한다.
시가 총액순 주요 상장회사는 다음과 같다. (2018년 9월 28일, 종가기준)
| 순위 | 회사명           | 현재가(원) | 시가총액    | 외국인비율 |
| ---- | ---------------- | ---------- | ----------- | ---------- |
| 1    | 셀트리온헬스케어 | 92,200     | 12조9,561억 | 31.67%     |
| 2    | 신라젠           | 102,400    | 7조1,416억  | 10.91%     |
| 3    | CJ ENM           | 248,000    | 5조4,377억  | 19.61%     |
| 4    | 에이치엘비       | 120,100    | 4조6,593억  | 13.75%     |
| 5    | 포스코켐텍       | 73,000     | 4조3,121억  | 11.38%     |
| 6    | 나노스           | 8,160      | 4조52억     | 0.05%      |
| 7    | 바이오메드       | 240,800    | 3조8,423억  | 12.05%     |
| 8    | 메디톡스         | 619,000    | 3조5,014억  | 48.84%     |
| 9    | 스튜디오드래곤   | 115,500    | 3조2,383억  | 2.20%      |
| 10   | 코오롱티슈진     | 48,900     | 2조9,815억  | 5.60%      |

## 같이 보기
- 코스피
- 코스닥 지수
- 코넥스 (KONEX, Korea New EXchange)
- 한국벤처투자
- 자스닥 (JASDAQ)

## 참조문헌
- 부활한 코스닥-코스닥 시장의 역사, 파란만장 17년… 부활 움직임 ‘뚜렷’, 2013년 3월 25일, 한국경제 매거진